# Natação nos Jogos Olímpicos de Verão de 2020 - 200 m costas feminino
A competição dos 200 m costas feminino da natação nos Jogos Olímpicos de Verão de 2020 foi disputada entre 29 e 31 de julho de 2021 no Centro Aquático, em Tóquio. Um total de 27 nadadoras de 22 Comitês Olímpicos Nacionais (CON) participaram do evento.

## Qualificação
O tempo de qualificação olímpica ao evento foi de 2min10s39. Até duas nadadoras por Comitê Olímpico Nacional (CON) poderiam se qualificar automaticamente nadando naquele tempo em um evento de qualificação aprovado. Por sua vez, o tempo de seleção olímpica foi de 2min14s30. Até uma nadadora por CON estaria elegível para a qualificação com esse tempo com sua entrada classificada em um ranking até que o número de participantes fosse atingido. CONs sem uma nadadora qualificada em qualquer evento poderiam obter seus lugares através das vagas de universalidade.

## Formato
A competição consiste em três rodadas: preliminares, semifinais e final. As nadadoras com os 16 melhores tempos nas baterias preliminares avançam as semifinais. Já as nadadoras com os 8 melhores tempos nas semifinais avançam a final. Desempates (swim-offs) são utilizados conforme necessário para quebrar os empates de avanço a próxima rodada.

## Calendário
Horário local (UTC+9)
| Data                | Horário | Fase         |
| ------------------- | ------- | ------------ |
| 29 de julho de 2021 | 20:05   | Preliminares |
| 30 de julho de 2021 | 11:35   | Semifinais   |
| 31 de julho de 2021 | 10:35   | Final        |

## Medalhistas
| Ouro   | AUS Kaylee McKeown |
| Prata  | CAN Kylie Masse    |
| Bronze | AUS Emily Seebohm  |

## Recordes
Antes desta competição, os recordes mundiais e olímpicos da prova eram os seguintes:
| Tipo | Atleta         | Tempo   | Local   | Data                |
| ---- | -------------- | ------- | ------- | ------------------- |
|      | Regan Smith    | 2:03.35 | Gwangju | 26 de julho de 2019 |
|      | Missy Franklin | 2:04.06 | Londres | 3 de agosto de 2012 |

## Resultados

### Preliminares
As nadadoras com as 16 primeiras colocações, independente da bateria, avançam as semifinais.
| Pos. | Bateria | Raia | Nadadora              | CON                      | Tempo   | Notas            |
| ---- | ------- | ---- | --------------------- | ------------------------ | ------- | ---------------- |
| 1    | 4       | 4    | Kaylee McKeown        | AUS Austrália            | 2:08.18 | Q                |
| 2    | 4       | 5    | Kylie Masse           | CAN Canadá               | 2:08.23 | Q                |
| 2    | 2       | 4    | Rhyan White           | USA Estados Unidos       | 2:08.23 | Q                |
| 4    | 2       | 5    | Phoebe Bacon          | USA Estados Unidos       | 2:08.30 | Q                |
| 5    | 2       | 6    | Liu Yaxin             | CHN China                | 2:08.36 | Q                |
| 6    | 4       | 3    | Taylor Ruck           | CAN Canadá               | 2:08.87 | Q                |
| 7    | 3       | 2    | Peng Xuwei            | CHN China                | 2:09.03 | Q                |
| 8    | 3       | 5    | Emily Seebohm         | AUS Austrália            | 2:09.10 | Q                |
| 8    | 4       | 6    | Katalin Burián        | HUN Hungria              | 2:09.10 | Q                |
| 10   | 3       | 6    | Lena Grabowski        | AUT Áustria              | 2:09.77 | Q                |
| 11   | 2       | 1    | Tatiana Salcuțan      | MDA Moldávia             | 2:09.98 | Q,               |
| 12   | 3       | 4    | Margherita Panziera   | ITA Itália               | 2:10.26 | Q                |
| 13   | 4       | 7    | Laura Bernat          | POL Polônia              | 2:10.37 | Q                |
| 14   | 4       | 2    | África Zamorano       | ESP Espanha              | 2:10.72 | Q                |
| 15   | 4       | 8    | Aviv Barzelay         | ISR Israel               | 2:11.13 | Q                |
| 16   | 2       | 2    | Sharon van Rouwendaal | NED Países Baixos        | 2:11.24 | Q                |
| 17   | 1       | 4    | Ingeborg Løyning      | NOR Noruega              | 2:11.68 | Recorde nacional |
| 18   | 2       | 7    | Lee Eun-ji            | KOR Coreia do Sul        | 2:11.72 |                  |
| 19   | 3       | 7    | Daryna Zevina         | UKR Ucrânia              | 2:12.30 |                  |
| 20   | 3       | 3    | Katinka Hosszú        | HUN Hungria              | 2:12.84 |                  |
| 21   | 2       | 3    | Cassie Wild           | GBR Grã-Bretanha         | 2:12.93 |                  |
| 22   | 3       | 1    | Daria Ustinova        | ROC                      | 2:13.72 |                  |
| 23   | 1       | 5    | Celina Márquez        | ESA El Salvador          | 2:14.72 |                  |
| 24   | 4       | 1    | Ali Galyer            | NZL Nova Zelândia        | 2:15.16 |                  |
| 25   | 3       | 8    | Simona Kubová         | CZE República Checa      | 2:15.81 |                  |
| 26   | 1       | 3    | Felicity Passon       | SEY Seicheles            | 2:16.18 |                  |
| 27   | 2       | 8    | Krystal Lara          | DOM República Dominicana | 2:18.63 |                  |

### Semifinais
As nadadoras com as 8 primeiras colocações, independente da bateria, avançam a final.
| Pos. | Bateria | Raia | Nadadora              | CON                | Tempo   | Notas |
| ---- | ------- | ---- | --------------------- | ------------------ | ------- | ----- |
| 1    | 1       | 6    | Emily Seebohm         | AUS Austrália      | 2:07.09 | Q     |
| 2    | 1       | 5    | Phoebe Bacon          | USA Estados Unidos | 2:07.10 | Q     |
| 3    | 1       | 4    | Rhyan White           | USA Estados Unidos | 2:07.28 | Q     |
| 4    | 2       | 5    | Kylie Masse           | CAN Canadá         | 2:07.82 | Q     |
| 5    | 2       | 4    | Kaylee McKeown        | AUS Austrália      | 2:07.93 | Q     |
| 6    | 2       | 3    | Liu Yaxin             | CHN China          | 2:08.65 | Q     |
| 7    | 1       | 3    | Taylor Ruck           | CAN Canadá         | 2:08.73 | Q     |
| 8    | 2       | 6    | Peng Xuwei            | CHN China          | 2:08.76 | Q     |
| 9    | 1       | 7    | Margherita Panziera   | ITA Itália         | 2:09.54 |       |
| 10   | 2       | 2    | Katalin Burián        | HUN Hungria        | 2:09.65 |       |
| 11   | 2       | 7    | Tatiana Salcuțan      | MDA Moldávia       | 2:10.09 |       |
| 12   | 1       | 2    | Lena Grabowski        | AUT Áustria        | 2:10.10 |       |
| 13   | 1       | 1    | África Zamorano       | ESP Espanha        | 2:10.42 |       |
| 14   | 2       | 1    | Laura Bernat          | POL Polônia        | 2:12.86 |       |
| 15   | 2       | 8    | Aviv Barzelay         | ISR Israel         | 2:12.93 |       |
| 16   | 1       | 8    | Sharon van Rouwendaal | NED Países Baixos  | 2:12.98 |       |

### Final
As três nadadoras mais rápidas na final conquistaram as medalhas.
| Pos. | Raia | Nadadora       | CON                | Tempo   | Notas            |
| ---- | ---- | -------------- | ------------------ | ------- | ---------------- |
| 01 ! | 2    | Kaylee McKeown | AUS Austrália      | 2:04.68 |                  |
| 02 ! | 6    | Kylie Masse    | CAN Canadá         | 2:05.42 | Recorde nacional |
| 03 ! | 4    | Emily Seebohm  | AUS Austrália      | 2:06.17 |                  |
| 4    | 3    | Rhyan White    | USA Estados Unidos | 2:06.39 |                  |
| 5    | 5    | Phoebe Bacon   | USA Estados Unidos | 2:06.40 |                  |
| 6    | 1    | Taylor Ruck    | CAN Canadá         | 2:08.24 |                  |
| 7    | 8    | Peng Xuwei     | CHN China          | 2:08.26 |                  |
| 8    | 7    | Liu Yaxin      | CHN China          | 2:08.48 |                  |

Legenda
| Recorde mundial      | Recorde mundial (World record)               |                       | Recorde africano                      | Recorde africano (African) |                                           | Q | Classificado por posição (Qualified) |
| Recorde olímpico     | Recorde olímpico (Olympic record)            | Recorde da América    | Recorde da América (Americas)         | q                          | Classificado por melhor tempo (Qualified) |   |                                      |
| Melhor marca do ano  | Melhor marca do ano (World leading)          | Recorde asiático      | Recorde asiático (Asian)              | DNS                        | Não largou (Did not start)                |   |                                      |
| Recorde nacional     | Recorde nacional (National record)           | Recorde europeu       | Recorde europeu (European)            | DNF                        | Não terminou (Did not finish)             |   |                                      |
| Recorde pessoal      | Recorde pessoal do atleta (Personal best)    | Recorde da Oceania    | Recorde da Oceania (Oceania)          | DSQ / DQ                   | Desclassificado (Disqualified)            |   |                                      |
| Recorde da temporada | Recorde da temporada do atleta (Season best) | Recorde sul-americano | Recorde sul-americano (South America) | NM                         | Sem marca (No mark)                       |   |                                      |